# Philometra carolinensis
Philometra carolinensis is een rondwormensoort uit de familie van de Philometridae. De wetenschappelijke naam van de soort is voor het eerst geldig gepubliceerd in 2006 door Moravec, de Buron & Roumillat.